# 南仁山多年臥孔菌
南仁山多年臥孔菌，屬多孔菌科一種，今只在台灣墾丁南仁山中低海拔林區附近發現，是種台灣特有的木棲腐生的中小型菇類獨生種。